# Hasan Abdal
Hasan Abdal é uma cidade do Paquistão localizada na província de Punjab.